# Водобєг
Водобєг (рос. Водобег) — присілок в Опочецькому районі Псковської області Російської Федерації.
Населення становить 8 осіб. Входить до складу муніципального утворення Глубоковська волость.

## Історія
Від 2015 року входить до складу муніципального утворення Глубоковська волость.

## Населення
| 2001 | 2002 | 2010 | 2013 | 2014 | 2015 | 2016 |
| ---- | ---- | ---- | ---- | ---- | ---- | ---- |
| 16   | ↗18  | ↘7   | ↗8   | →8   | →8   | →8   |